# 薛中锐
薛中锐（1937年1月1日—2022年11月20日），中共党员，中国话剧、影视演员，朗诵表演艺术家。河北省景县人。1955年开始从事表演，曾作为山东省话剧院演员、副院长、党总支书记，山东省政协委员、山东省青年联合会副主席。
薛中锐曾任山东省话剧院艺术指导，山东省演讲、朗诵艺术家协会筹委会主任，山东电影学校名誉校长，山东社会科学进修学院院长，被山东师范大学、山东工艺美术学院、曲阜师范大学聘为客座教授。因在《康熙王朝》饰演索额图而知名。在山東電視臺公共頻道主持《新故事客栈》节目。
北京时间2022年11月20日19时1分在济南去世，享壽85岁。11月24日，告别仪式在济南殡仪馆一号告别厅举行。

## 话剧作品
- 《年青的一代》饰林育生
- 《千万不要忘记》丁少纯
- 《北大荒人》江志宏
- 《悭吝人》饰克雷央特
- 《决战》饰周望东
- 《沉浮》饰东方骥骅
- 《苏丹与皇帝》饰明成祖永乐帝
- 《命运》饰刘虔
- 《基度山恩仇记》饰基度山伯爵
- 《黄河入海流》
- 《布衣孔子》饰孔子
- 《康熙王朝》饰索额图

## 配音朗诵
- 《民兵爆炸队》
- 《烈火金刚》
- 《连心锁》
- 《平原枪声》
- 《欧阳海之歌》
- 《林海雪原》
- 《渔岛怒潮》
- 《大刀记》
- 《霞岛》
- 《鸦片战争演义》
- 《眷恋》
- 《古城青史》

## 电视剧作品
| 年     | 劇名                        | 角色         | 备注 |
|        | 《狄公案》                  | 狄仁杰       |      |
|        | 《戚继光》                  | 明世宗嘉靖帝 |      |
|        | 《满洲间谍》                | 藤田一郎     |      |
|        | 《山后那个秋》              | 孙维舟       |      |
|        | 《最高利益》                | 邢远征       |      |
|        | 《新五女拜寿》              | 黄太师       |      |
|        | 《马道悲情》                | 孙海亭       |      |
|        | 《康熙遗妃五台山》          | 索额图       |      |
| 1996年 | 《叶赫那拉公主》            | 李成梁       |      |
| 1996年 | 《运河人家》                | 老龙蛋子     |      |
| 1998年 | 《太平天国》                | 肃顺         |      |
| 1998年 | 《康熙微服私访记2之桂圆记》 | 岳三风       |      |
| 2000年 | 《康熙王朝》                | 索额图       |      |
|        | 《蟋蟀宰相》                | 马天骥       |      |
| 2004年 | 《龙票》                    | 瑞王爷       |      |
| 2006年 | 《北魏冯太后》              | 高允         |      |
| 2007年 | 《乱世豪门》                | 李鸿章       |      |
| 2008年 | 《大明奇才》                | 李善长       |      |
| 2008年 | 《鹿鼎记》                  | 康亲王杰书   |      |
| 2010年 | 《水浒传》                  | 蔡京         |      |
| 2012年 | 《苏东坡》                  | 韩琦         |      |